# Hammam Bou Hadjar
Hammam Bou Hadjar (în arabă حمام بو حجر) este o comună din provincia Aïn Témouchent, Algeria.
Populația comunei este de 35.158 de locuitori (2010).